# Озеро «Тихе» (пам'ятка природи)
О́зеро «Ти́хе» — гідрологічна пам'ятка природи місцевого значення в Україні. Розташована в межах Менського району Чернігівської області, на південний захід від села Максаки. 
Площа 6 га. Статус присвоєно згідно з рішенням Чернігівського облвиконкому від 27.04.1964 року № 236; від 10.06.1972 року № 303; від 27.12.1984 року № 454; від 28.08.1989 року № 164. Перебуває у віданні Лісківської сільської ради. 
Статус присвоєно для збереження мальовничого заплавного озера на лівобережжі річки Десна в оточенні дубового лісу. 